# Латур д’Овернь-Лораге, Юг-Робер-Жан-Шарль де
Юг-Робер-Жан-Шарль де Латур д’Овернь-Лораге (фр. Hugues-Robert-Jean-Charles de La Tour d'Auvergne-Lauraguais; 14 августа 1768, Озвиль-Толозан, королевство Франция — 20 июля 1851, Аррас, Вторая республика) — французский кардинал. Епископ Арраса с 6 мая 1802 по 20 июля 1851. Кардинал-священник с 23 декабря 1839, с титулом церкви Сант-Аньезе-фуори-ле-Мура с 16 апреля 1846.